# マールドゥ
マールドゥ（エストニア語: Maardu）は、エストニアのハリュ県にある町、および基礎自治体。タリン大都市圏の域内にある。町の面積は22.76平方キロ、2010年1月1日時点で人口は1万6529人。貨物港としては国内最大規模のムーガ港がある。
2000年の国勢調査によると、人口は1万6738人。このうち61.7%がロシア人、19.9%がエストニア人、6.6%がウクライナ人、5.7%がベラルーシ人、1.5%がタタール人、0.9%がフィンランド人、0.6%がポーランド人、0.5%がリトアニア人、0.2%がラトビア人、同じく0.2%がドイツ人、そして0.1%がユダヤ人であった。エストニア西部、および中部のなかではエストニア人の割合が最も低い。
マールドゥは以下の4地区に分けられる。
- カラヴェレ（中心地区）
- ムーガ・アエドリン（首都タリンやカラヴェレ郊外の住宅地）
- ケルム（工業地帯）
- クローディ（工業地帯）

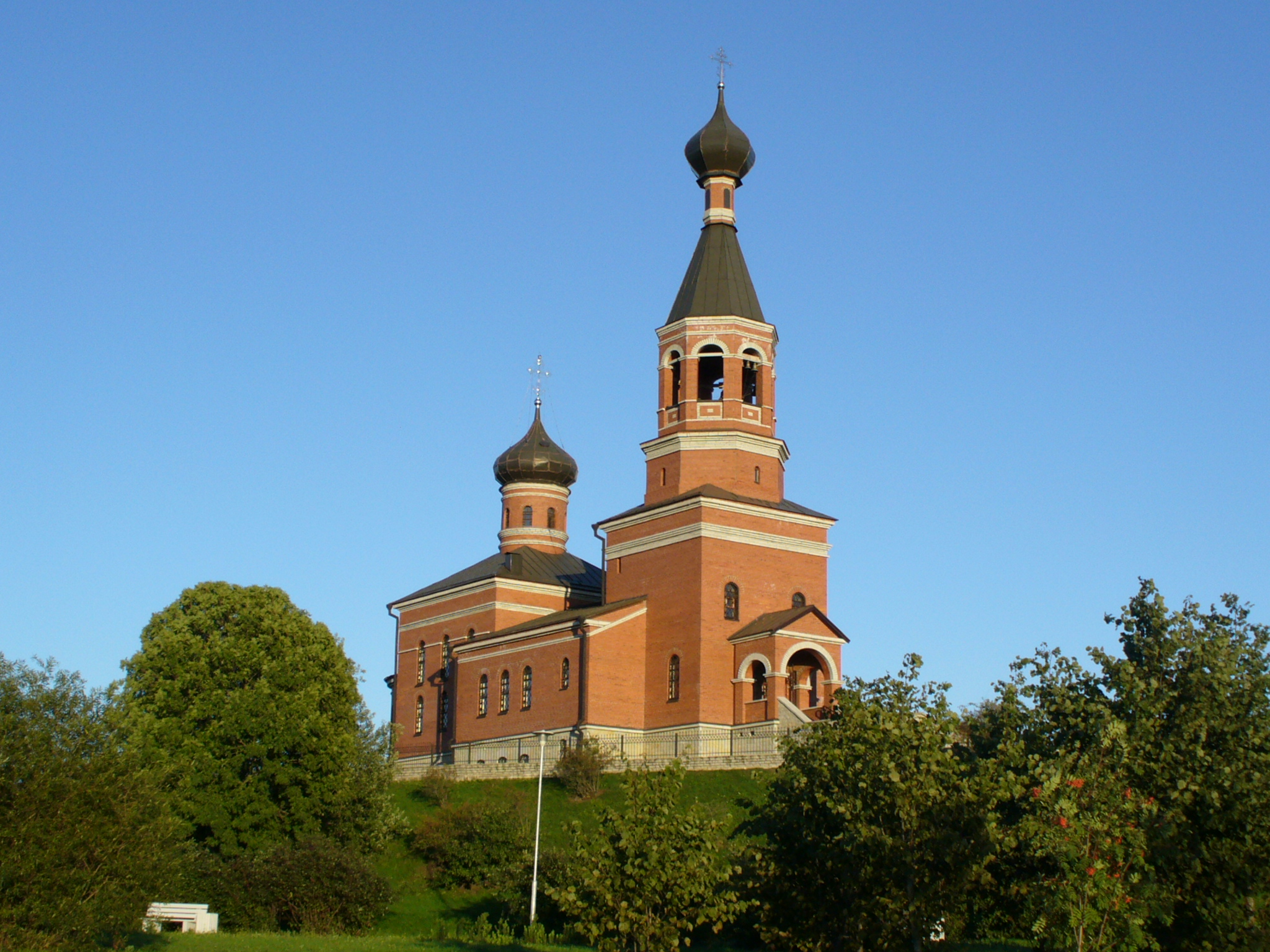
マールドゥ大天使ミカエル教会
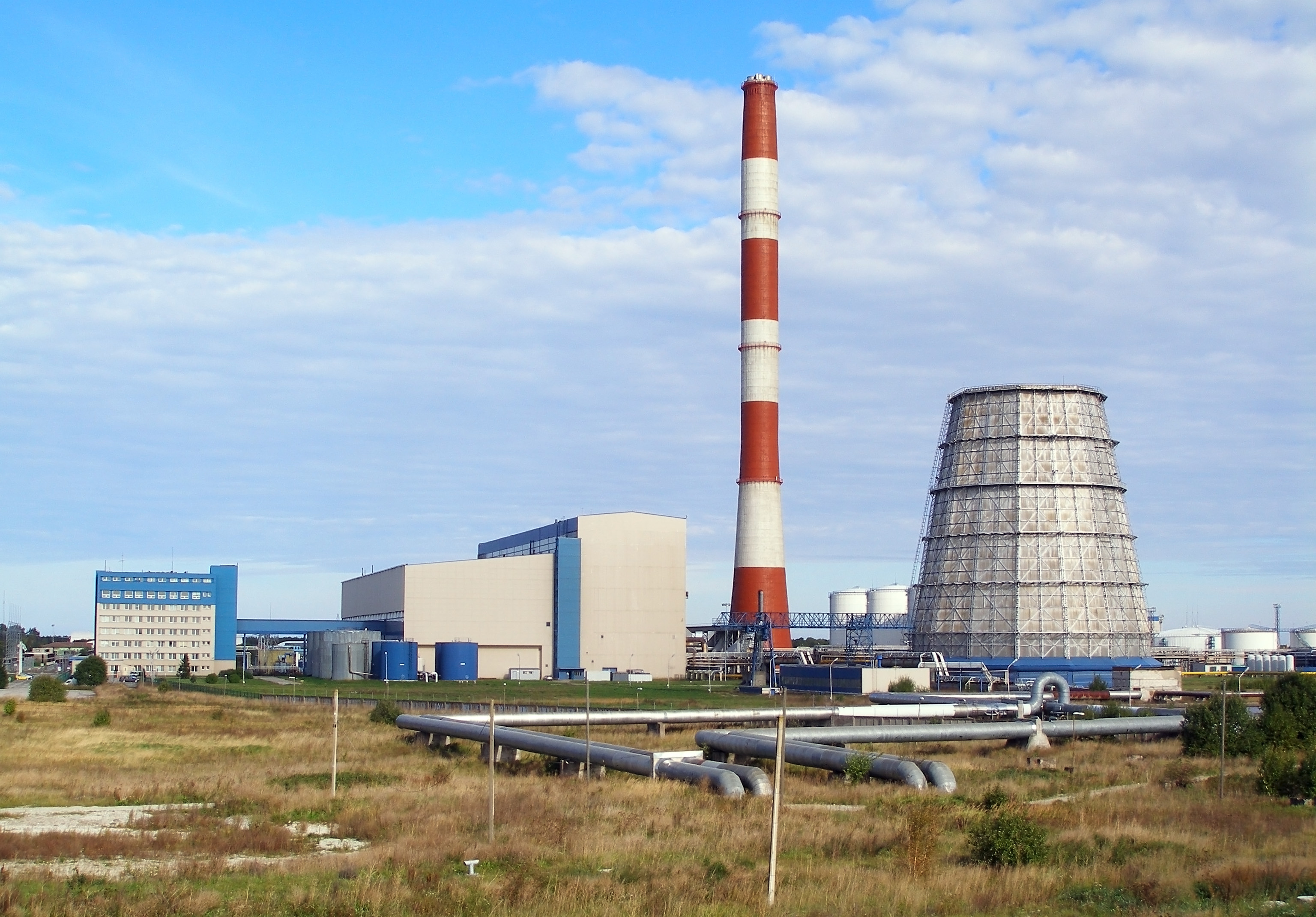
イル火力発電所
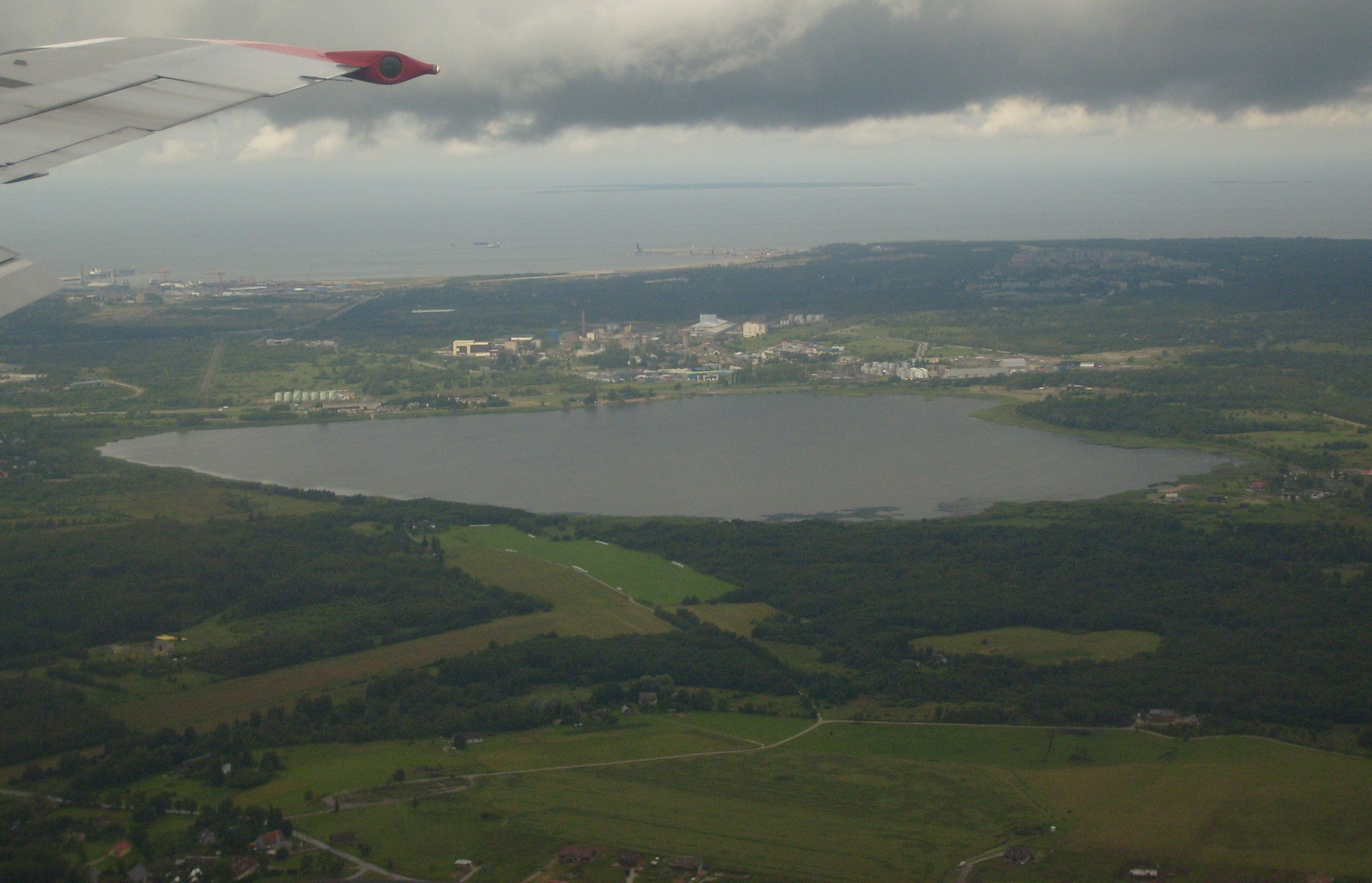
マールドゥ湖